# Charmois (Meurthe-et-Moselle)
Charmois település Franciaországban, Meurthe-et-Moselle megyében. Lakosainak száma 197 fő (2022. január 1.). Charmois Barbonville, Blainville-sur-l’Eau, Damelevières és Méhoncourt községekkel határos.

## Népesség
A település népességének változása:
| Lakosok száma | 103  | 160  | 196  | 159  | 183  | 186  | 190  | 191  | 190  | 197  |
|               | 1968 | 1982 | 1990 | 2006 | 2013 | 2015 | 2017 | 2019 | 2020 | 2022 |